# Gustav Wilhelm Harmssen
Gustav Wilhelm Harmssen (* 26. März 1890 in Bremen; † 19. Mai 1970 in Bremen) war ein Industriekaufmann und Bremer Senator.

## Biografie

### Ausbildung und Beruf
Harmssen besuchte in Bremen die Realschule. Er absolvierte eine Kaufmannslehre und wurde Industriekaufmann. Er war seit 1933 Direktor und seit 1942 Vorstandsmitglied in der Atlas-Werke AG Bremen. Ab 1954 wurde er Vorstandsvorsitzender der Atlaswerke. 

### Politik
Von 1945 bis zu seinem Rücktritt 1953 war Harmssen Senator (halbamtlich) für Wirtschaftsfragen und Außenhandel in den Bremer Senaten Vagts, Kaisen I, Kaisen I, Kaisen II, Kaisen III und Kaisen IV. Er war kompetenter und erfolgreicher Kritiker der Demontagepolitik der Nachkriegszeit. 1949 wurde er Vertreter Bremens im Bundesrat. Harmssen war zunächst parteilos, dann seit 1948 Mitglied der BDV, die seit 1948 Teil der FDP war. 

### Weitere Ämter und Mitgliedschaften
Harmssen war von 1945 bis 1959 Plenumsmitglied der Handelskammer Bremen und ab 1952 schwedischer Generalkonsul. Zudem war er Aufsichtsratsvorsitzender der von Albert Haasemann 1888 gegründeten Jute-Spinnerei und Weberei Bremen sowie in den Vorstands- bzw. Aufsichtsgremien der Bremer Kunsthalle, des Deutschen Werkbundes, der Theater Bremen GmbH, der Bremer Lagerhaus Gesellschaft, der Stadtwerke Bremen AG und u. a. des Vereins für öffentliche Bäder in Bremen.
Er gehörte als Kaufmännisches Mitglied der Stiftung Haus Seefahrt seit 1946 an.
Ehrungen
- Nach ihm wurde die Senator-Harmssen-Straße in Strom benannt.